# Taça de Portugal 1972-1973
La Taça de Portugal 1972-1973 fu la 33ª edizione della Coppa di Portogallo. Lo Sporting Lisbona si aggiudicò la sua ottava coppa della sua storia battendo in finale il Vitória Setúbal.

## Squadre partecipanti
In questa edizione erano presenti:
- Le squadre di Primeira Divisão, qualificate ai sedicesimi di finale
- Le squadre di Segunda Divisão, qualificate al primo turno
- Le squadre di Terceira Divisão, qualificate al primo turno
- Le rappresentative coloniali, qualificate ai sedicesimi di finale.

### Primeira Divisão

#### 16 squadre
| - Atlético CP - Barreirense - Beira-Mar - Belenenses | - Benfica - Boavista - CUF Barreiro - Farense | - Leixões - Montijo - Porto - Sporting Lisbona | - Vitória Guimarães - Vitória Setúbal - União de Coimbra - União de Tomar |

### Segunda Divisão

#### 32 squadre
| - Académica - Almada - Braga - Caldas - Cova da Piedade - Covilhã - Espinho - Fafe | - Famalicão - Gil Vicente - Marinhense - Nazarenos - Olhanense - Oliveirense - Oriental Lisbona - Penafiel | - Peniche - Portimonense - Riopele - Sacavenense - Salgueiros - Sanjoanense - Seixal - Sesimbra | - Sintrense - Tirsense - Torres Novas - Tramagal - Varzim - Vilanovense - União de Lamas - União Leiria |

### Terceira Divisão

#### 64 squadre
| - Académico de Viseu - Ala-Arriba - Alba - Alcobaça - Alhandra - Aljustrelense - Alverca - Amiense - Amora - Anadia - Avintes - Bombarralense - Campomaiorense - Cartaxo - Casa Pia - Chaves | - Desp. Aves - Desportivo Beja - D. Castelo Branco - Esperança Lagos - Esposende - Estoril Praia - Febres - Feirense - Freamunde - Gouveia - O Elvas - Juventude de Évora - Leça - Leiria e Marrazes - Limianos - Lourosa | - Lusitano - Lusitano VRSA - Luso - Mangualde - Marialvas - Moncarapachense - Mortágua - Naval - Odivelas - Ovarense - Paços de Brandão - Paio Pires - Pescadores - Portalegrense - Régua - São Pedro da Cova | - Silves - Sporting Lamego - Torreense - Torre Moncorvo - União Almeirim - União de Montemor - União Santarém - Valecambrense - Valpaços - Vasco da Gama Sines - Vendas Novas - Vianense - Vila Real - Vilafranquense - Vilar Formoso - Vizela |

### Rappresentative coloniali
- Marítimo (campione di Madera)
- Lusitânia (campione delle Azzorre)
- Benfica de Nova Lisboa (campione di Angola)
- União Bissau (campione di Guinea portoghese)
- Ferroviário L. Marques (campione di Mozambico)

## Primo turno
|                     | Risultato |                   |
| ------------------- | --------- | ----------------- |
| Vilanovense         | 4 - 1     | Valecambrense     |
| Vianense            | 0 - 3     | Braga             |
| Vendas Novas        | 0 - 2     | Sacavenense       |
| Vasco da Gama Sines | 0 - 0     | Cova da Piedade   |
| Valpaços            | 2 - 0     | Limianos          |
| União Santarém      | 1 - 3     | Leiria e Marrazes |
| União Leiria        | 2 - 1     | Torreense         |
| União de Lamas      | 0 - 1     | Naval             |
| Sporting Lamego     | 0 - 1     | Tirsense          |
| Espinho             | 2 - 0     | Mangualde         |
| Covilhã             | 2 - 1     | Sanjoanense       |
| Caldas              | 1 - 2     | Odivelas          |
| São Pedro da Cova   | 1 - 0     | Freamunde         |
| Sintrense           | 1 - 0     | Tramagal          |
| Varzim              | 3 - 0     | Vizela            |
| Portimonense        | 0 - 0     | Sesimbra          |
| Olhanense           | 1 - 2     | União de Montemor |
| Alba                | 2 - 1     | Gouveia           |
| Salgueiros          | 4 - 2     | Oliveirense       |
| Portalegrense       | 0 - 1     | O Elvas           |
| Pescadores          | 1 - 2     | Paio Pires        |
| Paços de Brandão    | 0 - 1     | Marialvas         |
| Nazarenos           | 0 - 2     | União Almeirim    |
| Torre Moncorvo      | 0 - 1     | Famalicão         |
| Moncarapachense     | 0 - 2     | Amora             |
| Lusitano            | 3 - 1     | Aljustrelense     |
| Juventude de Évora  | 0 - 0     | Esperança Lagos   |
| Alcobaça            | 6 - 0     | Campomaiorense    |
| Gil Vicente         | 3 - 0     | Vila Real         |
| Peniche             | 3 - 1     | Vilafranquense    |
| Estoril Praia       | 2 - 1     | Oriental Lisbona  |
| Febres              | 0 - 4     | Anadia            |
| Silves              | 3 - 3     | Desportivo Beja   |
| Seixal              | 0 - 0     | Lusitano VRSA     |
| Penafiel            | 4 - 2     | Lourosa           |
| Leça                | 1 - 0     | Riopele           |
| Desp. Aves          | 2 - 0     | Régua             |
| Torres Novas        | 3 - 1     | Cartaxo           |
| Feirense            | 5 - 0     | Mortágua          |
| Casa Pia            | 1 - 0     | Bombarralense     |
| Avintes             | 1 - 0     | Chaves            |
| Marinhense          | 3 - 0     | Amiense           |
| Alverca             | 1 - 1     | Alhandra          |
| Almada              | 1 - 0     | Luso              |
| Ala-Arriba          | 1 - 0     | D. Castelo Branco |
| Fafe                | 1 - 0     | Esposende         |
| Académico de Viseu  | 0 - 0     | Ovarense          |
| Académica           | 8 - 0     | Vilar Formoso     |

## Secondo turno
|                 | Risultato |                   |
| --------------- | --------- | ----------------- |
| Vilanovense     | 3 - 0     | Anadia            |
| Valpaços        | 0 - 1     | Espinho           |
| União Leiria    | 1 - 1     | Esperança Lagos   |
| União Almeirim  | 1 - 3     | Alhandra          |
| Braga           | 2 - 1     | Feirense          |
| Varzim          | 1 - 1     | Covilhã           |
| Olhanense       | 0 - 1     | Almada            |
| Alba            | 2 - 0     | Marialvas         |
| Salgueiros      | 0 - 0     | Gil Vicente       |
| O Elvas         | 2 - 6     | Odivelas          |
| Naval           | 4 - 1     | São Pedro da Cova |
| Lusitano        | 3 - 0     | Leiria e Marrazes |
| Sesimbra        | 1 - 3     | Marinhense        |
| Peniche         | 8 - 0     | Silves            |
| Estoril Praia   | 1 - 2     | Alcobaça          |
| Seixal          | 1 - 0     | Sintrense         |
| Penafiel        | 3 - 1     | Tirsense          |
| Leça            | 4 - 1     | Ala-Arriba        |
| Cova da Piedade | 2 - 1     | Sacavenense       |
| Torres Novas    | 2 - 0     | Amora             |
| Casa Pia        | 2 - 2     | Paio Pires        |
| Avintes         | 2 - 0     | Famalicão         |
| Fafe            | 4 - 2     | Desp. Aves        |
| Académica       | 9 - 0     | Ovarense          |

## Terzo turno
|                 | Risultato |              |
| --------------- | --------- | ------------ |
| Vilanovense     | 3 - 1     | Alcobaça     |
| Braga           | 3 - 0     | Peniche      |
| Naval           | 4 - 1     | Alhandra     |
| Lusitano        | 4 - 2     | Avintes      |
| Gil Vicente     | 3 - 2     | União Leiria |
| Penafiel        | 1 - 0     | Fafe         |
| Leça            | 2 - 1     | Espinho      |
| Cova da Piedade | 0 - 0     | Odivelas     |
| Torres Novas    | 2 - 1     | Varzim       |
| Casa Pia        | 1 - 0     | Alba         |
| Marinhense      | 1 - 0     | Seixal       |
| Académica       | 3 - 0     | Almada       |

## Quarto turno
|            | Risultato |          |
| ---------- | --------- | -------- |
| Marinhense | 1 - 0     | Lusitano |

## Sedicesimi di finale
|                        | Risultato |                        |
| ---------------------- | --------- | ---------------------- |
| Boavista               | 1 - 2     | Porto                  |
| Vitória Setúbal        | 8 - 0     | Marítimo               |
| Vitória Guimarães      | 3 - 0     | União de Coimbra       |
| Vilanovense            | 0 - 1     | Beira-Mar              |
| Benfica de Nova Lisboa | 1 - 2     | Atlético CP            |
| Lusitânia              | 1 - 6     | União de Tomar         |
| Farense                | 6 - 0     | União Bissau           |
| Penafiel               | 0 - 0     | Leixões                |
| Leça                   | 1 - 3     | Sporting Lisbona       |
| Barreirense            | 3 - 0     | Naval                  |
| CUF Barreiro           | 3 - 1     | Ferroviário L. Marques |
| Cova da Piedade        | 0 - 0     | Gil Vicente            |
| Torres Novas           | 2 - 1     | Casa Pia               |
| Montijo                | 1 - 0     | Marinhense             |
| Belenenses             | 2 - 4     | Benfica                |
| Académica              | 6 - 1     | Braga                  |

## Ottavi di finale
|                  | Risultato |                   |
| ---------------- | --------- | ----------------- |
| Porto            | 3 - 1     | Beira-Mar         |
| Vitória Setúbal  | 2 - 0     | Vitória Guimarães |
| União de Tomar   | 1 - 0     | Gil Vicente       |
| Sporting Lisbona | 5 - 0     | Torres Novas      |
| Leixões          | 2 - 0     | Benfica           |
| Barreirense      | 3 - 1     | Académica         |
| Montijo          | 0 - 1     | Farense           |
| Atlético CP      | 1 - 2     | CUF Barreiro      |

## Quarti di finale
|                  | Risultato |                 |
| ---------------- | --------- | --------------- |
| Farense          | 1 - 0     | Porto           |
| Sporting Lisbona | 1 - 0     | Leixões         |
| Barreirense      | 0 - 1     | Vitória Setúbal |
| CUF Barreiro     | 5 - 0     | União de Tomar  |

## Semifinali
|              | Risultato |                  |
| ------------ | --------- | ---------------- |
| Farense      | 0 - 1     | Vitória Setúbal  |
| CUF Barreiro | 0 - 1     | Sporting Lisbona |

## Finale
| Arbitro: | Fernando Leite (Oporto) |

|                                 |           |                       |
| Nélson 23’ Yazalde 34’ Tomé 66’ | Marcatori | 76’ Duda 86’ Belmondo |

| Sporting CP | Vitória Setúbal |

### Formazioni
| Sporting Lisbona |   |                  |  |     |
|                  |   |                  |  |     |
| POR              | 1 | Vítor Damas      |  |     |
| DIF              |   | João Laranjeira  |  |     |
| DIF              |   | Vitorino Bastos  |  |     |
| DIF              |   | Carlos Alhinho   |  |     |
| DIF              |   | Manaca ()        |  |     |
| CEN              |   | Fernando Tomé    |  | 80’ |
| CEN              |   | Nélson Fernandes |  |     |
| CEN              |   | Wágner Canotilho |  |     |
| ATT              |   | Marinho          |  |     |
| ATT              |   | Héctor Yazalde   |  | 80’ |
| ATT              |   | Joaquim Dinis    |  |     |
| Sostituiti:      |   |                  |  |     |
| DIF              |   | Hilário          |  | 80’ |
| CEN              |   | Chico Faria      |  | 80’ |
| Allenatore:      |   |                  |  |     |
| Mário Lino       |   |                  |  |     |

| Vitória Setúbal    |   |                     |  |          |
|                    |   |                     |  |          |
| POR                | 1 | Joaquim Torres      |  |          |
| DIF                |   | Francisco Rebelo    |  |          |
| DIF                |   | José Mendes ()      |  |          |
| DIF                |   | João Cardoso        |  |          |
| CEN                |   | Carriço             |  |          |
| CEN                |   | Francisco Amâncio   |  |          |
| CEN                |   | Henrique Campora    |  | Uscita   |
| CEN                |   | José Maria          |  |          |
| CEN                |   | Jacinto João        |  | Uscita   |
| ATT                |   | Duda                |  |          |
| ATT                |   | José Augusto Torres |  |          |
| Sostituiti:        |   |                     |  |          |
| CEN                |   | Vicente Belmondo    |  | Ingresso |
| ATT                |   | Joaquim Arcanjo     |  | Ingresso |
| Allenatore:        |   |                     |  |          |
| José Maria Pedroto |   |                     |  |          |